# Conseil de Cardiff
Conseil de Caerdydd
Pour les articles homonymes, voir Conseil de cité de Cardiff.
VIIe (depuis 2022)
Chambre du conseil de l’hôtel de cité de Cardiff
Le conseil de Cardiff (« Cardiff Council » en anglais) ou de Caerdydd (« Cyngor Caerdydd » en gallois), officiellement le conseil de comté de la cité et comté de Cardiff (« County Council of the City and County of Cardiff » en anglais) ou de Caerdydd (« Cyngor Sir Dinas a Sir Caerdydd » en gallois), est l’assemblée de la cité et comté cardiffoise, une des zones principales du pays de Galles.
Héritier du conseil du borough de comté (1889-1974) et de celui du conseil du district (1974-1996), entités érigées respectivement par une loi de 1888 et une autre de 1972, ce conseil principal est mis en place au 1er avril 1996 d’après le Local Government (Wales) Act 1994, même si ses premiers conseillers sont élus un an plus tôt, en 1995 (en).
À la suite du scrutin de 2022, l’assemblée dispose de 79 sièges répartis dans le cadre de 28 sections pourvoyant entre 2 et 4 sièges, selon le découpage électoral de la cité et comté de 2021. Ses membres, qualifiés du titre de conseiller (Councillor en anglais et Cynghorydd en gallois), sont élus pour un mandat quinquennal. Le prochain renouvellement du conseil est prévu pour 2027.
Depuis les élections de 2012, le conseil est contrôlé par une majorité travailliste, reconduite lors des scrutins de 2017 et de 2022. Depuis 2017, le chef du conseil est Huw Thomas (en), qui conduit un cabinet d’une dizaine de membres, dont Sarah Merry, vice-chef.

## Histoire
Le comté de Cardiff est érigé au 1er avril 1996 en tant que zone principale par le Local Government (Wales) Act 1994. Son territoire se définit à partir des limites en vigueur au moment de la rédaction de la loi, à savoir, le district de Cardiff et la communauté de Pentyrch, localisée dans celui de Taff-Ely. Il obtient le statut de cité par lettres patentes d’Élisabeth II du 29 mars 1996. Celles-ci prennent effet au 1er avril suivant,.
Alors que la cité de Cardiff admet 26 sections électorales pour 65 sièges à pourvoir aux élections de 1991, le conseil de Cardiff en détient deux de plus (Creigiau and Saint Fagans et Pentyrch), soit 67 conseillers au total, pour les celles de 1995. À partir du scrutin de 1999, 75 membres sont désignés dans 29 circonscriptions. Ce nombre est porté à 28 lors du renouvellement de 2022, à partir duquel 79 personnes sont élues au conseil de Cardiff,,,.

## Terminologies
L’assemblée délibérante de la cité et comté, légalement définie comme un conseil principal, porte une double appellation : une en anglais et une en gallois. Une variante abrégée, employée dans les deux langues, est généralement préférée à la désignation formelle.

### Anglophones
À l’origine, le Local Government (Wales) Act 1994 prescrit plusieurs dénominations possibles en anglais en fonction de la nature de la zone principale. Ainsi, à son érection, l’institution peut porter soit le nom de Cardiff County Council (littéralement, le « conseil de comté de Cardiff ») ou bien celui de Cardiff Council (le « conseil de Cardiff »).
La constitution de langue anglaise de la cité et comté lui donne l’appellation de County Council of the City and County of Cardiff (le « conseil de comté de la cité et comté de Cardiff »), communément abrégée en Cardiff Council (le « conseil de Cardiff »).

### Gallophones
Comme pour la dénomination anglaise, la loi de 1994 attribue une appellation légale en gallois à l’institution au moment de sa création. Toutefois, une seule forme est possible dans cette langue, celle de Cyngor Sir Caerdydd (littéralement, le « conseil de comté de Caerdydd [nom en gallois de Cardiff] »).
L’appellation de Cyngor Sir Dinas a Sir Caerdydd (le « conseil de comté de la cité et comté de Caerdydd ») et son abréviation, Cyngor Caerdydd (le « conseil de Caerdydd »), sont les dénominations adoptées par la constitution de langue galloise de la cité et comté,. Il s’agit de formes n’admettant aucune mutation consonantique.
| Mutation       | Forme terminologique              | Forme terminologique |
| Mutation       | Constitutionnelle                 | Abrégée              |
| -------------- | --------------------------------- | -------------------- |
| Lénition       | Gyngor Sir Dinas a Sir Caerdydd   | Gyngor Caerdydd      |
| Nasalisation   | Nghyngor Sir Dinas a Sir Caerdydd | Nghyngor Caerdydd    |
| Spirantisation | Chyngor Sir Dinas a Sir Caerdydd  | Chyngor Caerdydd     |

## Présidence et cabinet

### Direction cérémonielle
Le conseil de Cardiff est présidé par un lord-maire, élu lors de la réunion annuelle.
Lors de la réunion générale annuelle tenue le 23 mai 2024, les conseillères travaillistes Jane Henshaw et Helen Lloyd Jones ont été respectivement élues aux fonctions de lord-maire et de vice-lord-maire pour l’année municipale 2024-2025. Toutefois, à la suite de la mort de la première survenue le 22 septembre 2024, la seconde est désignée par le conseil pour lui succéder tandis que le conseiller travailliste Michael Michael est nommé vice-lord-maire lors d’une réunion extraordinaire le 28 novembre,,.

### Direction politique
Le conseil de Cardiff est administré selon la forme du « chef et cabinet exécutif (en) ».

#### Chef du conseil
Le conseil est dirigé par un chef, généralement élu lors des renouvellements de l’assemblée.
Le travailliste Huw Thomas (en) a été désigné chef du groupe travailliste à la suite du renouvellement de 2017,.
| Chef                 | Parti | Parti              | Période                                                     | Qualité                                                  |
| -------------------- | ----- | ------------------ | ----------------------------------------------------------- | -------------------------------------------------------- |
| Russell Goodway (en) |       | Parti travailliste | 1er avril 1996 — 1er juillet 2004 (8 ans et 3 mois)         | Conseiller de Cardiff, élu à Ely (depuis 1995)           |
| Rodney Berman (en)   |       | Démocrate libéral  | 1er juillet 2004 — 17 mai 2012 (7 ans, 10 mois et 11 jours) | Conseiller de Cardiff, élu à Plasnewydd (en) (2004-2012) |
| Heather Joyce        |       | Parti travailliste | 17 mai 2012 — 27 mars 2014 (1 an, 10 mois et 15 jours)      | Conseillère de Cardiff, élue à Llanrumney (depuis 2008)  |
| Phil Bale            |       | Parti travailliste | 27 mars 2014 — 25 mai 2017 (3 ans, 1 mois et 28 jours)      | Conseiller de Cardiff, élu à Llanishen (2012-2019)       |
| Huw Thomas (en)      |       | Parti travailliste | En fonction depuis le 25 mai 2017 (8 ans et 23 jours)       | Conseiller de Cardiff, élu à Splott (depuis 2012)        |

#### Cabinet exécutif
Le cabinet exécutif est nommé par le chef du conseil de Cardiff.
Les membres du cabinet exécutif actuel ont été désignés à la suite du renouvellement de 2022. Il est doté d’un chef et d’un vice-chef et se compose de plusieurs conseillers de Cardiff chargés d’un portefeuille précis.
| Mandature           | Contrôle de l’autorité | Contrôle de l’autorité | Contrôle de l’autorité | Contrôle de l’autorité | Contrôle de l’autorité | Composition | Composition       | Composition              |
| Mandature           | Groupe au pouvoir      | Groupe au pouvoir      | Groupe au pouvoir      | Groupe au pouvoir      | Forme                  | Nature      | Rangs             | Rangs                    |
| Mandature           | Majorité               | Majorité               | Minorité               | Minorité               | Forme                  | Nature      | Supérieur         | Inférieur                |
| ------------------- | ---------------------- | ---------------------- | ---------------------- | ---------------------- | ---------------------- | ----------- | ----------------- | ------------------------ |
| Fantôme (1995-1996) |                        | Parti travailliste     |                        |                        | En contrôle            |             |                   |                          |
| Ire (1996-1999)     |                        | Parti travailliste     |                        |                        | En contrôle            |             |                   |                          |
| IIe (1999-2004)     | Cabinet                | Parti travailliste     | Lord-maire             | 7 membres              | En contrôle            |             |                   |                          |
| IIIe (2004-2008)    |                        |                        |                        | Démocrates libéraux    | Hors de contrôle       | Exécutif,   | Chef              | 6 membres                |
| IVe (2008-2012)     | Démocrates libéraux    | Exécutif,              | Chef et vice-chef      | 5 membres              | Hors de contrôle       |             |                   |                          |
| IVe (2008-2012)     |                        | Exécutif,              | Plaid Cymru            | Vice-chef              | Hors de contrôle       | 1 membre    |                   |                          |
| Ve (2012-2017)      |                        | Parti travailliste     |                        |                        | En contrôle            | Cabinet,    | Chef et vice-chef | 8 membres (initialement) |
| VIe (2017-2022)     | Cabinet                | Parti travailliste     | Chef et vice-chef      | 8 membres              | En contrôle            |             |                   |                          |
| VIIe (depuis 2022)  | Cabinet                | Parti travailliste     | Chef et vice-chef      | 11 membres             | En contrôle            |             |                   |                          |

## Organisation

### Fonctionnement politique interne

#### Règlement intérieur
Le conseil de Cardiff dispose d’un règlement intérieur adapté en fonction de chaque langue, anglais et gallois. Alors que la version anglophone le titre de Constitution, la version gallophone utilise le terme de Cyfansoddiad. Il entre en vigueur au 30 mai 2002,.
Il définit le fonctionnement du conseil, la façon dont les décisions sont prises ainsi que les procédures suivies. Parmi ces dernières, certaines sont requises par la loi et d’autres relèvent du choix du conseil. En outre, le règlement intérieur est révisé et modifié de façon périodique par le conseil lui-même selon la nécessité,.
La constitution du conseil de comté se compose stricto sensu d’une dizaine d’articles dans lesquels sont précisés les arrangements relatifs à l’assemblée (notamment le code de conduite) et à l’organisation exécutive du conseil — prenant la forme du « chef et cabinet », la portée des comités de contrôle, les employés de l’assemblée ainsi que les « droits des citoyens »,.

#### Comités

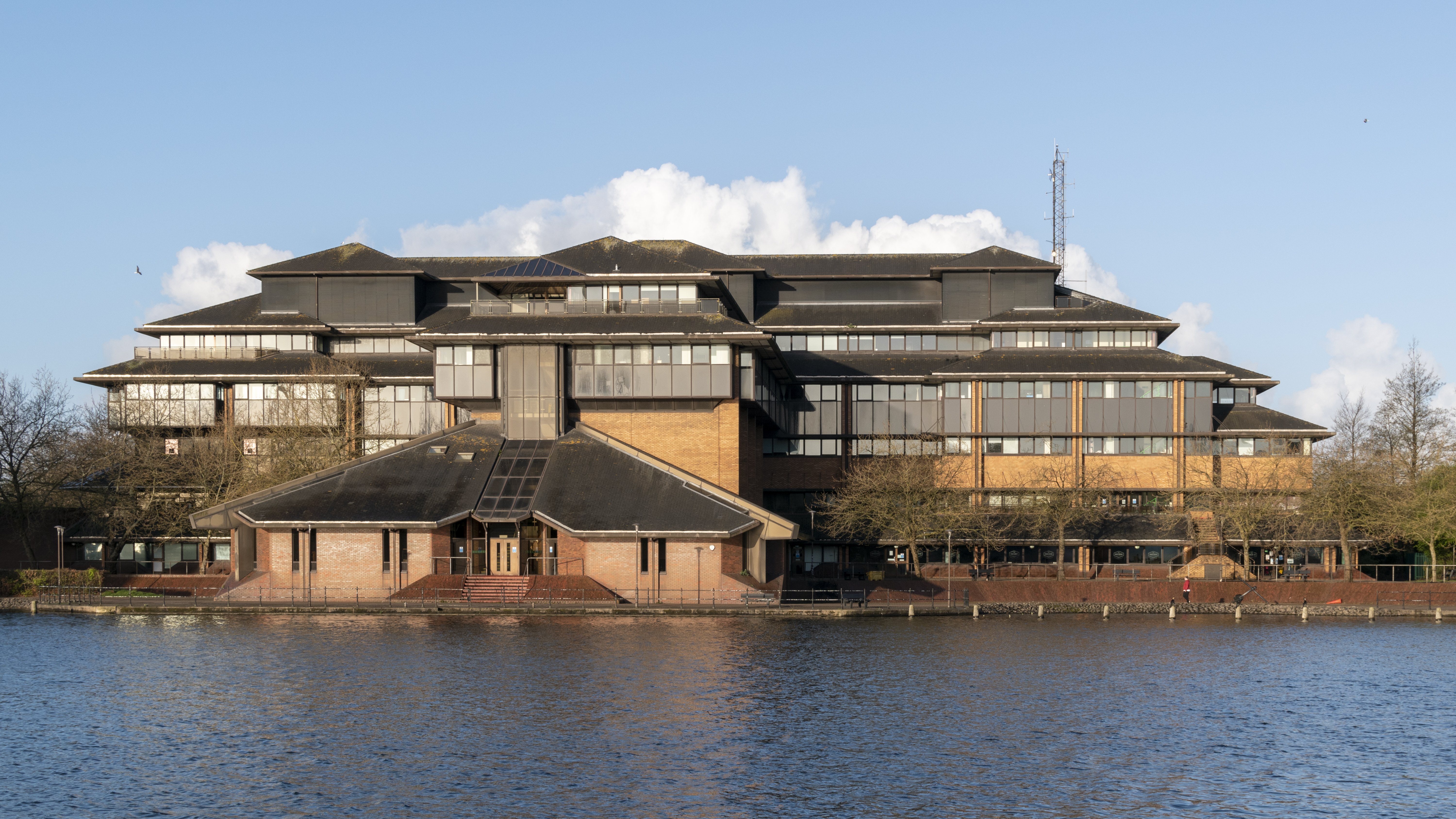
L’hôtel de comté, principal bâtiment du conseil de Cardiff, dans lequel plusieurs chambres de comité se trouvent et où des réunions de comité se tiennent.

La constitution distingue plusieurs types de comités, tous définis par des termes de références propres, selon leur nature.

##### Comités de contrôle
D’abord, les « comités de contrôle » (Scrutiny Committees en version anglaise et Pwyllgorau Craffu en version galloise) sont chargés de fonctions spécifiques pour examiner l’action et les décisions de l’assemblée par délégation, formuler des rapports et des recommandations au conseil et au cabinet, considérer n’importe quelle matière affectant le territoire ou ses habitants, recevoir et prendre en compte des rapports d’autorités extérieures, ainsi qu’agir selon les règles de procédure de contrôle,.
Nommés par le conseil, ils sont au nombre de 5 (selon la version du texte constitutionnel en vigueur au 17 juillet 2023), :
- le comité des enfants et des jeunes ;
- celui de la communauté et des services aux adultes ;
- celui de l’économie et de la culture ;
- le comité environnemental ;
- le comité de la politique de révision et de performance.

##### Comités de réglementation et ceux d’une autre nature
Il existe également des « comités de réglementation » (Regulatory Committees en anglais et Pwyllgorau Rheoleiddio en gallois), définis comme des comités dont les fonctions réglementaires sont reconnues légalement, et d’« autres comités » (Other Committees en anglais et Pwyllgorau Rhai Eraill en gallois). Ils sont soumis à un cadre de références précis et annexé à la constitution,.
Le règlement intérieur dresse une liste de 14 comités de réglementation et d’une autre nature dans son article 8, qui comprend : le comité des nominations ; celui de la constitution ; le comité consultatif de la « parentalité institutionnelle » (dite corporate parentality et rhianta corfforaetho) ; le comité des appels du conseil ; celui des services démocratiques ; le comité des appels de discipline et de doléances ; celui des conditions d’emploi ; le panel des appels d’absence de famille ; le comité de gestion et d’audit ; celui d’octroi de licences ; celui des pensions ; celui d’urbanisme ; celui de la protection publique ; ainsi que le comité des normes et d’éthique,.

## Composition

### Configuration politique actuelle
À la suite des élections de 2022, le conseil de Cardiff se constitue de quatre groupes politiques réunissant 78 des 79 membres. Un élu siège en non-inscrit.
| Groupe                                     | Groupe | Parti présenté aux élections               | Parti présenté aux élections               | Conseillers | Chef du groupe     |
| ------------------------------------------ | --- | ------------------------------------------ | ------------------------------------------ | ----------- | ------------------ |
|                                            | Travailliste (en) Labour (cy) Llafur                                                                               |                                            | Parti travailliste gallois                 | 55          | Huw Thomas (en)    |
|                                            | Conservateur (en) Conservative (cy) Ceidwadwyr                                                                     |                                            | Conservateurs gallois                      | 11          | Adrian Robson      |
|                                            | Démocrate libéral (en) Liberal Democrat (cy) Democrataid rhyddfrydol                                               |                                            | Démocrates libéraux gallois                | 10          | Rodney Berman (en) |
|                                            | Plaid Cymru, Vert, Terrain d’entente (en) Plaid Cymru, Green, Common Ground (cy) Plaid Cymru, Werdd, Tir Cyffredin |                                            | Plaid Cymru                                | 2           |                    |
|                                            | Plaid Cymru, Vert, Terrain d’entente (en) Plaid Cymru, Green, Common Ground (cy) Plaid Cymru, Werdd, Tir Cyffredin | Parti vert du pays de Galles               |                                            | 2           |                    |
| Total des conseillers affiliés à un groupe | Total des conseillers affiliés à un groupe                                                                         | Total des conseillers affiliés à un groupe | Total des conseillers affiliés à un groupe | 78          |                    |
|                                            | Non inscrit |                                            | Propel                                     | 1           |                    |
| Total des conseillers                      | Total des conseillers                                                                                              | Total des conseillers                      | Total des conseillers                      | 79          |                    |
| Conseil de Cardiff au 25 mai 2022.         | |                                            |                                            |             |                    |

### Répartition des groupes par scrutin
| Élection                                                                     | Mandat  | Mandat    | Sièges | Formations constituant un groupe | Formations constituant un groupe | Formations constituant un groupe | Formations constituant un groupe | Formations constituant un groupe | Sans groupe |
| Élection                                                                     | Cycle   | Période   | Sièges | T                                | C                                | DL                               | PC                               | I                                | Sans groupe |
| ---------------------------------------------------------------------------- | ------- | --------- | ------ | -------------------------------- | -------------------------------- | -------------------------------- | -------------------------------- | -------------------------------- | ----------- |
| Élection                                                                     | Cycle   | Période   | Sièges |                                  |                                  |                                  |                                  |                                  |             |
| 4 mai 1995 (en)                                                              | Fantôme | 1995-1996 | 67     | 56                               | 1                                | 9                                | 1                                |                                  |             |
| 4 mai 1995 (en)                                                              | Ier     | 1996-1999 | 67     | 56                               | 1                                | 9                                | 1                                |                                  |             |
| 6 mai 1999 (en)                                                              | IIe     | 1999-2004 | 75     | 50                               | 5                                | 18                               | 1                                | 1                                |             |
| 10 juin 2004 (en)                                                            | IIIe    | 2004-2008 | 75     | 27                               | 12                               | 33                               | 3                                |                                  |             |
| 1er mai 2008                                                                 | IVe     | 2008-2012 | 75     | 13                               | 17                               | 35                               | 7                                | 3                                |             |
| 3 mai 2012                                                                   | Ve      | 2012-2017 | 75     | 46                               | 7                                | 16                               | 2                                | 3                                | 1           |
| 4 mai 2017                                                                   | VIe     | 2017-2022 | 75     | 40                               | 20                               | 11                               | 3                                |                                  | 1           |
| 5 mai 2022                                                                   | VIIe    | 2022-2027 | 79     | 55                               | 11                               | 10                               | 2                                | 1                                |             |
| Contrôle du cabinet - Parti travailliste - Démocrates libéraux - Plaid Cymru |         |           |        |                                  |                                  |                                  |                                  |                                  |             |

## Élections

### Modalités
Depuis 2012, les élections du conseil de Cardiff se déroulent tous les cinq ans.
Les conseillers de Cardiff sont désignés dans le cadre d’un scrutin uninominal majoritaire à un tour selon un découpage de la zone principale en 28 sections électorales. Depuis 2022, celles-ci admettent un nombre de sièges plus ou moins élevé en fonction du poids démographique du territoire, permettant d’élire 2 (9 sections), 3 (15 sections) ou 4 conseillers (4 sections). Ainsi, le conseil de Cardiff se compose de 79 membres. La majorité absolue permettant de contrôler le conseil est donc de 40 sièges.

### Sections électorales

Section électorales de la cité et comté de Cardiff selon le découpage de 2021
Nombre de sièges à pourvoir dans chaque section électorale 4 conseillers à élire 3 conseillers à élire 2 conseillers à élire Noms des sections numérotées en chiffres romains selon l’ordre alphabétique anglophone : Adamsdown II : Butetown III : Caerau IV : Canton / Treganna : Cathays : Cyncoed VII : Ely / Trelái : Fairwater / Y Tyllgoed : Gabalfa : Grangetown : Heath / Y Mynydd Bychan XII : Lisvane and Thornhill / Llys-faen a’r Ddraenen : Llandaff / Llandaf XIV : Llandaff North / Ystum Taf : Llanishen / Llanisien XVI : Llanrumney / Llanrhymni : Pentwyn : Pentyrch and Saint Fagans / Pentyrch a Sain Ffagan XIX : Penylan / Pen-y-lan : Plasnewydd XXI : Pontprennau and Old Saint Mellons / Pontprennau a Phentref Llaneirwg : Radyr / Radur : Rhiwbina / Rhiwbeina : Riverside / Glanyrafon XXV : Rumney / Tredelerch : Splott / Y Sblot : Trowbridge : Whitchurch and Tongwynlais / Yr Eglwys Newydd a Thongwynlais

À la suite de la publication d’un rapport de la Commission de la démocratie locale et du tracé des limites pour le pays de Galles portant sur une revue des arrangements électoraux internes à la cité et comté de Cardiff, daté de novembre 2020, le gouvernement déclare adopter la majorité des propositions du document en octobre 2021 et souhaite les rendre opérationnelles pour les élections de mai 2022.
Un décret, le City and County of Cardiff (Electoral Arrangements) Order 2021, est pris le 18 octobre 2021 par Rebecca Evans (en), ministre des Finances et du Gouvernement local. Il entre en vigueur au moment du scrutin de 2022 (en).

## Infrastructures

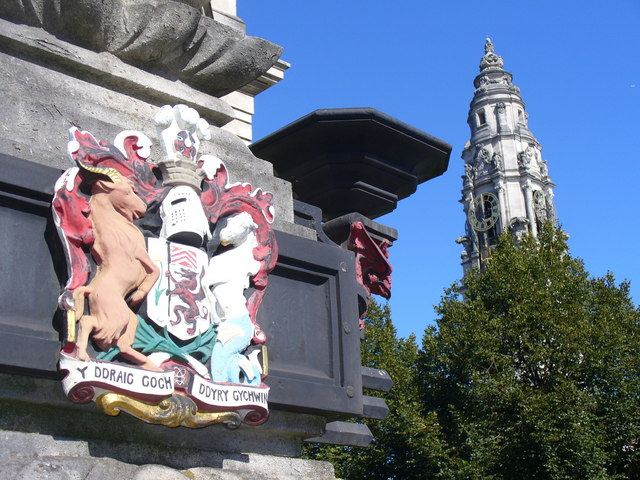
Les armes du conseil de Cardiff avec, en arrière-plan, la tour de l’hôtel de cité.

### Lieux de réunion et administratifs
Le conseil de Cardiff est propriétaire de l’hôtel de comté (en), ancien lieu de réunion du conseil de comté du Glamorgan-du-Sud, composé de quatre ailes et d’un bâtiment au sein de sa cour. Situé sur l’appontement Atlantique (Atlantic Wharf et Glanfa Iwerydd), à proximité des docks de Bute, sur le territoire de la communauté de Butetown (ou Tre-biwt en gallois), il est réalisé par le County Architect’s Office entre 1986 et 1987 et inauguré en 1988. Bien que cet ensemble de bâtiments constitue son principal siège administratif, sa destruction partielle et la construction d’un autre bâtiment sont envisagées par le conseil à l’été 2023. En effet, l’hôtel de comté admet 277 000 pieds carrés de bureaux alors que la taille optimale requise serait de 140 000 à la suite de l’essor du travail hybride (sur site ou télétravail),,,,.
Il détient également l’hôtel de cité, dans le Parc de Cathays, en propriété. Ce complexe de 156 000 pieds carrés érigé en 1908 qui fait l’objet d’une protection en monument classé de première catégorie, accueille notamment le principal lieu de réunion du conseil. Il se distribue en salle de mariage et en centre de conférence sur sa partie avant tandis que l’arrière du corps de bâtiments dispose de bureaux. Toutefois, depuis la pandémie de Covid-19, il est sous-utilisé dans sa dimension administrative.
Le conseil de Cardiff loue également plusieurs bâtiments : Willcox House, un immeuble de 60 000 pieds carrés à Grangetown dont la période de bail s’est étendue entre 2004 et 2024 ; et des bureaux à Future Inns, dans la Baie, dans les années 2000. Aussi, les bâtiments de Global Link du Friary Centre ont été abandonnés selon un rapport de 2023,,.

### Autres propriétés
Dans les années 2000 et 2010, les autres propriétés du conseil de Cardiff citées par la presse sont des bibliothèques, des écoles, des centres de loisirs et communautaires, etc. De même, une partie de son patrimoine immobilier, estimé à 1,5 milliard de livres en 2011, sont des commerces, des ateliers de travail, des pubs et des hôtels,.

## Privilèges municipaux

### Charte, droits et statuts

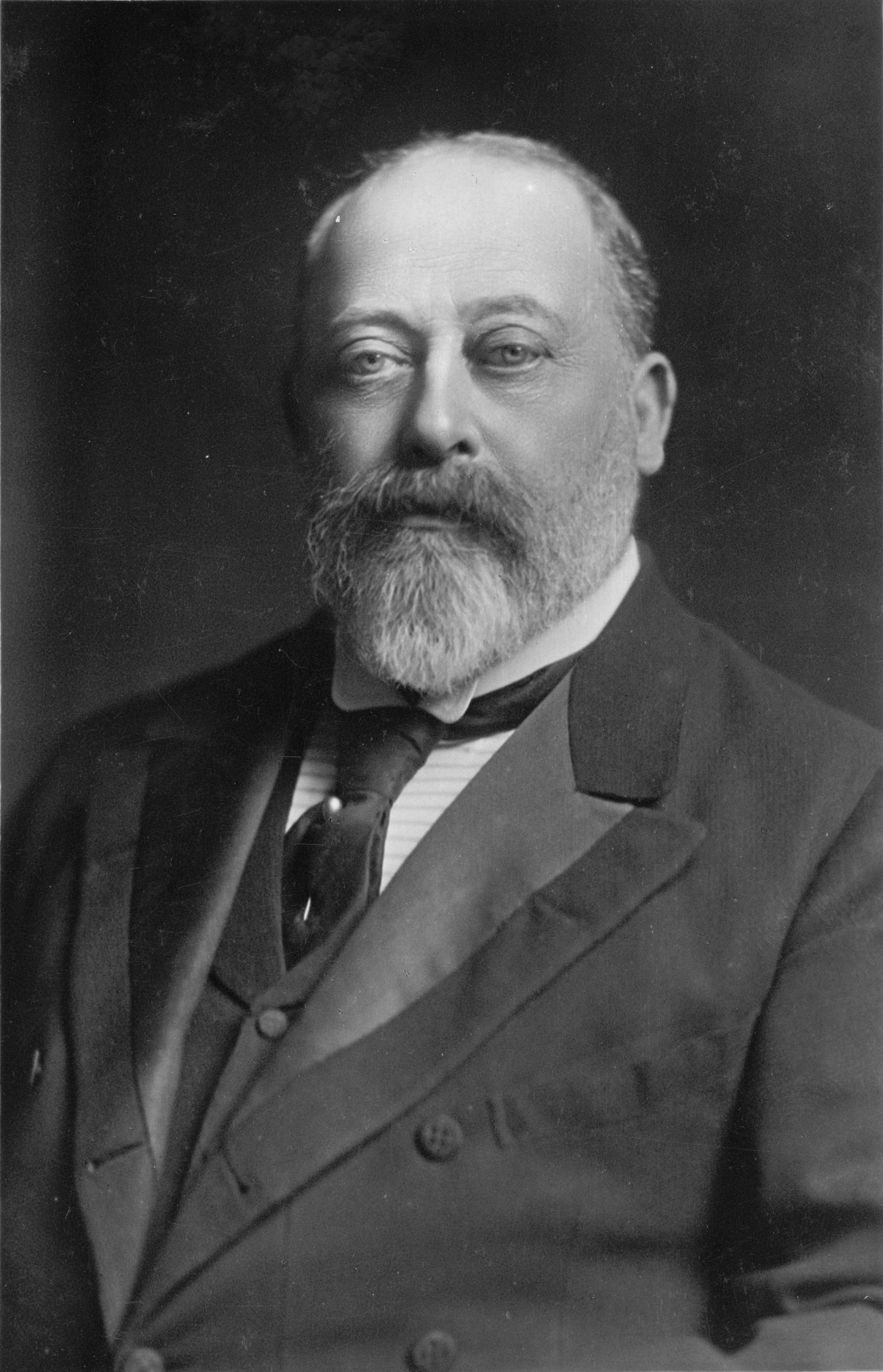
Édouard VII, auteur de la charte municipale et des lettres patentes octroyant le statut de cité à Cardiff en 1905.

#### Charte royale
Les droits et privilèges municipaux accordés à Cardiff remontraient à une charte royale octroyée avant 1147 par Robert et Guillaume, comtes de Gloucester. Le document du 18 juillet 1608, concédé par Jacques Ier, et celui du 21 février 1687, concédé par Jacques II, constitueraient les dernières chartes royales octroyées par la Couronne à la fin du XIXe siècle.
Alors que des chartes modificatives ont été octroyées les 20 juin 1973 et 13 mars 1996, la charte d’érection en cité, édictée par Édouard VII, est datée du 28 octobre 1905.

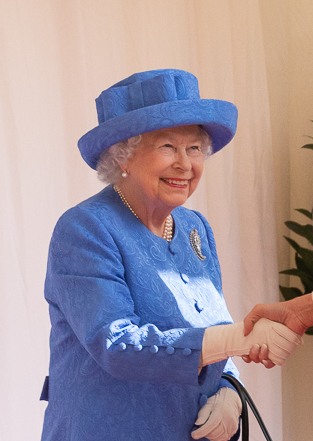
Plusieurs privilèges sont concédés à Cardiff par Élisabeth II : la très honorable lord-municipalité (1956), deux chartes modificatives (1973 et 1996) ainsi que deux statuts de cité (1974 et 1996).

#### Statut de cité
Le comté de Cardiff bénéficie du statut de cité au sens des lettres patentes d’Élisabeth II du 29 mars 1996 prenant effet au 1er avril. Ce privilège, initialement accordé par Édouard VII au travers de lettres patentes du 30 octobre 1905 au borough de comté de Cardiff (1889-1974), a également été décerné au district de Cardiff (1974-1996) par lettres patentes d’Élisabeth II du 1er avril 1974,,.
En vertu d’amendements au Local Government Act 1972 contenus dans le Local Government (Wales) Act 1994, une charte, un octroi ou un décret d’érection en corporation concédant les statuts de cité, de borough de comté ou de borough royal modifient automatiquement le nom du conseil au sens de la section 74. De plus, la loi de 1994 précise qu’il est généralement attendue d’une dénomination de zone principale des formes alternatives de celle-ci en anglais et en gallois, ou de dénominations alternatives anglaise et galloise ; ces deux formes, ou ces deux noms, s’ils existent doivent faire l’objet d’une publication.
Ainsi, à compter de l’entrée en vigueur du comté au 1er avril 1996, celui-ci porte la double appellation de City and County of Cardiff et de Dinas a Sir Caerdydd.

#### Très honorable lord-municipalité
À la suite des statuts de cité octroyés en 1905 et en 1974, la Couronne accorde au président du conseil, précédemment titré de maire, le traitement d’un lord-maire. Celui de 1974 précise que le vice-président du conseil est qualifié de vice-lord-maire. Aussi, par lettres patentes du 26 octobre 1956 d’Élisabeth II, la lord-municipalité est augmentée du préfixe honorifique de très honorable, uniquement attribué au lord-maire. Ce dernier, dès lors, adopte la titulature du « très honorable lord-maire [du conseil] »,,.
Lors de la réunion annuelle du 17 mai 2012, les conseillers de Cardiff ont tenté de séparer le rôle de la présidence d’assemblée de la très honorable municipalité. Toutefois, en raison de restrictions contenues au sein de la charte royale, qui stipule que seul le président du conseil peut porter la qualité de lord-maire, un amendement doit être soumis à l’approbation royale par le biais du Conseil privé selon un rapport de l’officière-en-chef des services légaux et démocratiques. Aussi, bien que le Local Government (Democracy) (Wales) Act 2013 offre la possibilité de séparer officiellement les deux rôles au sein des conseils principaux de façon légale (sans recourir à l’approbation royale), le projet est abandonné lors d’une réunion du comité de la constitution du conseil de Cardiff, le 17 septembre 2014,.
En raison du bilinguisme pratiqué au sein des conseils principaux au pays de Galles, le lord-maire est désigné comme le Lord Mayor et le vice-lord-maire comme le Deputy Lord Mayor en anglais, et, respectivement, comme l’Arglwydd Faer et comme le Dirprwy Arglwydd Faer en gallois,.

#### Droits des électeurs et habitants

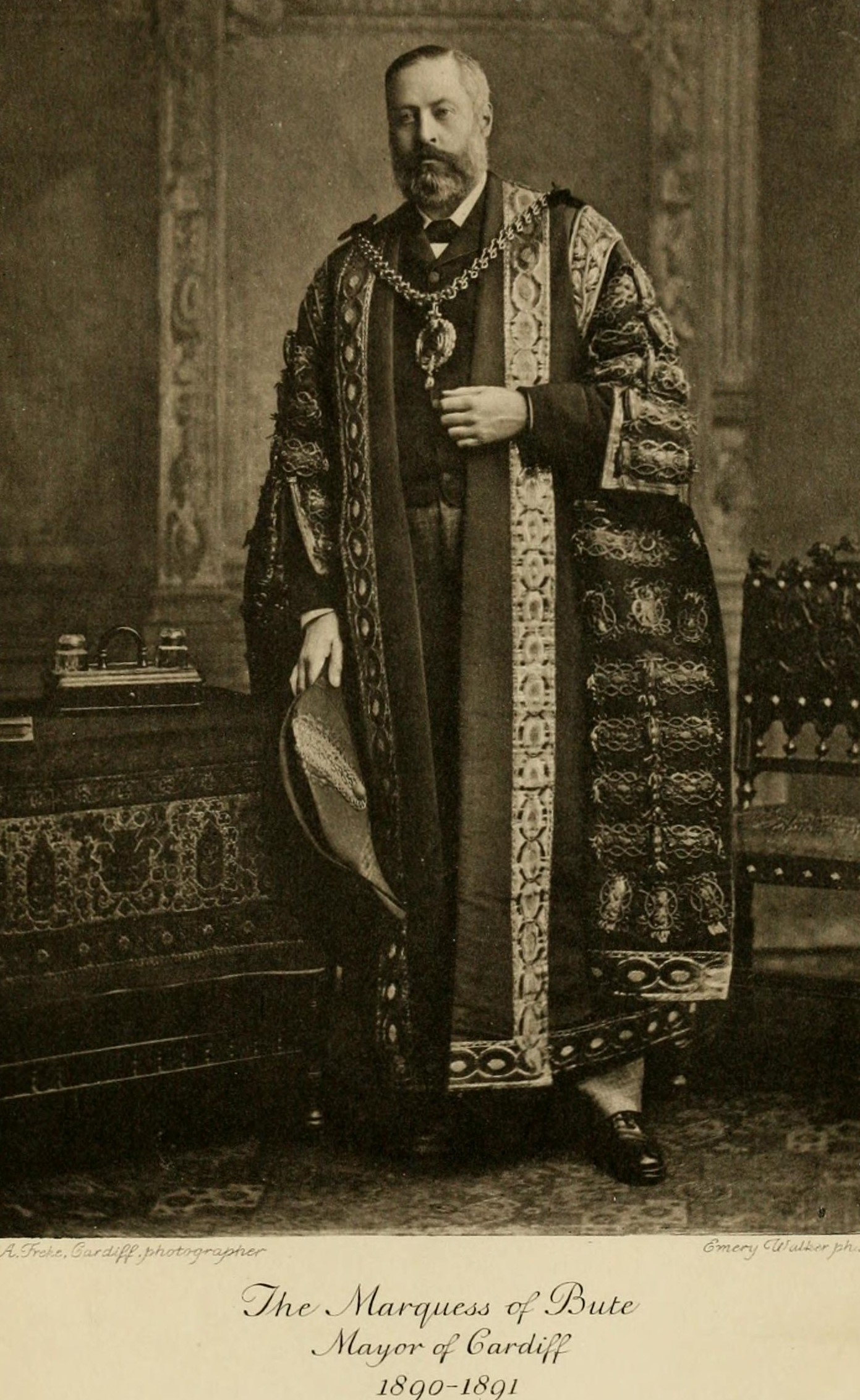
John Crichton-Stuart, troisième marquis de Bute, maire de Cardiff (1890-1891), en tenue d’apparat municipale.

Historiquement, dans la ville de Cardiff au début du XIXe siècle, la municipalité féodale, qui prend la tête des affaires du borough, est largement influencée par la prépondérance du château et de son seigneur. Aussi, à la faveur de la loi de réforme municipale de 1835 (en), un nouvel ordre politique est insufflé au sein du borough. En effet, la municipalité, installée à compter du 1er janvier 1836, est dirigée par un conseil de borough, présidé par un « maire » (de l’anglais Mayor) et composé de « conseillers » (de l’anglais Councillors) élus et d’« échevins » (de l’anglais Aldermen) nommés par ces derniers. Les électeurs portent le titre de « bourgeois » (de l’anglais Burgesses),,.
Alors que la corporation municipale féodale s’intitule Bailliffs, Aldermen, and Burgesses of the Town of Cardiff (littéralement, les « baillis, échevins, et bourgeois de la ville de Cardiff »), elle prend le nom de Mayor, Aldermen and Burgesses (« maire, échevins et bourgeois »), selon la forme prescrite par la loi sur les corporations municipales de 1835 (en). Une disposition d’une autre loi, le Municipal Corporations Act 1882 (en), précise que lorsqu’un borough obtient le statut de cité, le nom officiel de la corporation doit reprendre la terminologie de Mayor, Aldermen and Citizens d’une telle cité, transformant le titre des habitants en « citoyens » (les Citizens). Or, ce privilège honorifique est accordé au borough de comté de Cardiff par lettres patentes du 30 octobre 1905,,.
La forme longue de la dénomination de la corporation municipale est, après l’obtention d’une charte 1905, celle du « lord-maire, échevins et citoyens de la cité de Cardiff » (The Lord Mayor Aldermen and Citizens of the City of Cardiff en version originale) en lieu et place de « maire, échevins et bourgeois du borough de Cardiff » ([The] Mayor Aldermen and Burgesses of the Borough of Cardiff).
Plusieurs parties du Local Government Act 1972 et du Local Government (Wales) Act 1994 contiennent des dispositions de sauvegarde des privilèges et droits des habitants s’agissant des territoires préexistants au 1er avril 1974 pour la première, et au 1er avril 1996 pour la seconde. Pour ce faire, la charte royale doit être altérée pour que les privilèges et droits des habitants d’une ancienne cité ou d’un ancien borough — respectivements traités de « citoyens » et de « bourgeois » — puissent s’étendre à l’ensemble des habitants d’un district érigé au 1er avril 1974 ou une partie d’entre eux d’après la loi de 1972. Aussi, ces mêmes privilèges et droits des citoyens et bourgeois d’une ancienne cité ou d’un ancien borough sont sauvegardés par la loi de 1994 pour ces seuls habitants,.

### Port d’armoiries
De la même manière que les droits et privilèges des habitants, la loi de 1972 et celle de 1994 permettent aux nouvelles autorités — respectivement, celles de 1974, puis, celles de 1996 — de porter les armoiries des anciennes,.
Le conseil de Cardiff hérite du droit de porter les armoiries de l’ancien conseil de district (1974-1996) d’après un décret en Conseil du 23 juillet 1996, le Local Authorities (Armorial Bearings) (No. 2) (Wales) Order 1996.
| Armoiries du conseil de Cardiff | Cri Deffro Mae’n Ddydd (pouvant être traduit en Réveille-toi, c’est le jour). Cimier Cession par royal warrant du 6 octobre 1906 d’Édouard VII (exemplification par lettres patentes postérieures) Une rose Tudor sur trois plumes d’autruche d’argent, issue d’une couronne murale au naturel. Casque D’un esquire. Lambrequins De gueules doublés d’argent. Supports Octroi par lettres patentes du 25 février 1907 de Sir Alfred Scott-Gatty (en), roi d’armes de la Jarretière Au naturel, une chèvre du côté dextre et un hippocampe du côté senestre. Augmentation par royal warrant du 19 octobre 1956 (exemplification au 23 octobre 1956) Au naturel, une chèvre du côté dextre et un hippocampe du côté senestre, tous deux dignes d’une augmentation du badge royal de Sa Majesté pour le pays de Galles pendant autour du cou de chaque support par une chaîne d’or. Écu Octroi par lettres patentes du 26 août 1906 D’argent, sur une montagne de sinople, un dragon rampant de gueules devant un poireau issu du mont, soutenant une hampe de drapeau au naturel, sur laquelle s’élève au senestre une bannière de la troisième [de gueules], chargée de trois chevrons du premier [d’argent]. Terrasse Deux poireaux au naturel. Devise Y Ddraig Goch Ddyry Gychwyn (pouvant être traduite en Le Dragon Rouge montrera la voie). |

## Distinctions
Le Local Government Act 1972 énumère deux types de distinctions honorifiques qu’une assemblée peut décerner : le droit de cité — conféré à une personne traitée de « citoyen d’honneur » (de l’anglais freeman, littéralement, « homme libre ») d’une cité ou d’un — ainsi que le titre d’échevin honoraire (honorary alderman en version originale). Celles-ci sont reprises dans la loi de 1994 pour les nouveaux conseils principaux du pays de Galles en vigueur à compter du 1er avril 1996,.

### Droit de cité
Au sens de la loi de 1994, le droit de cité est attribué par une résolution d’un conseil admettant comme récipiendaires (honorary freemen en version originale, littéralement, des « hommes libres honoraires ») d’un comté ou borough de comté des personnes de distinction ou celles qui ont rendu, selon l’opinion du conseil, d’éminents services au comté ou borough de comté. Ces personnes sont inscrites dans un registre (roll en anglais) conservé par un fonctionnaire du conseil d’après la loi de 1972,.
Les critères d’obtention du droit de cité sont approuvés par décision du conseil de Cardiff du 18 décembre 2008. Il est ainsi conféré à un individu, à une association ou à une organisation comme un signe de reconnaissance des remarquables contributions réalisées en faveur de la cité de Cardiff. Une telle nomination honorifique doit correspondre à au moins une catégorie de contributions : le mérite, avec un lien particulier à la cité et comté ; les contributions liées au développement de Cardiff ; les preuves d’excellence et les réalisations reconnues sur la scène internationale bénéficiant à la communauté internationale.
Selon un rapport du 1er mars 2022 du directeur du service légal et de gouvernement au conseil de Cardiff, le droit de bourgeoisie et de cité a été conféré à 62 individus et à 11 organisations depuis la création de ce privilège en 1886. Il est consigné dans la constitution comme freedom of the City en langue anglaise et comme rhyddid y Ddinas en langue galloise,,.
Un registre des récipiendaires du droit de cité et de bourgeoisie est publié le 20 juin 2014 sur le site Internet du conseil de Cardiff,.

Portraits d’individus récipiendaires du droit de cité décerné par le conseil de Cardiff (depuis 1996)
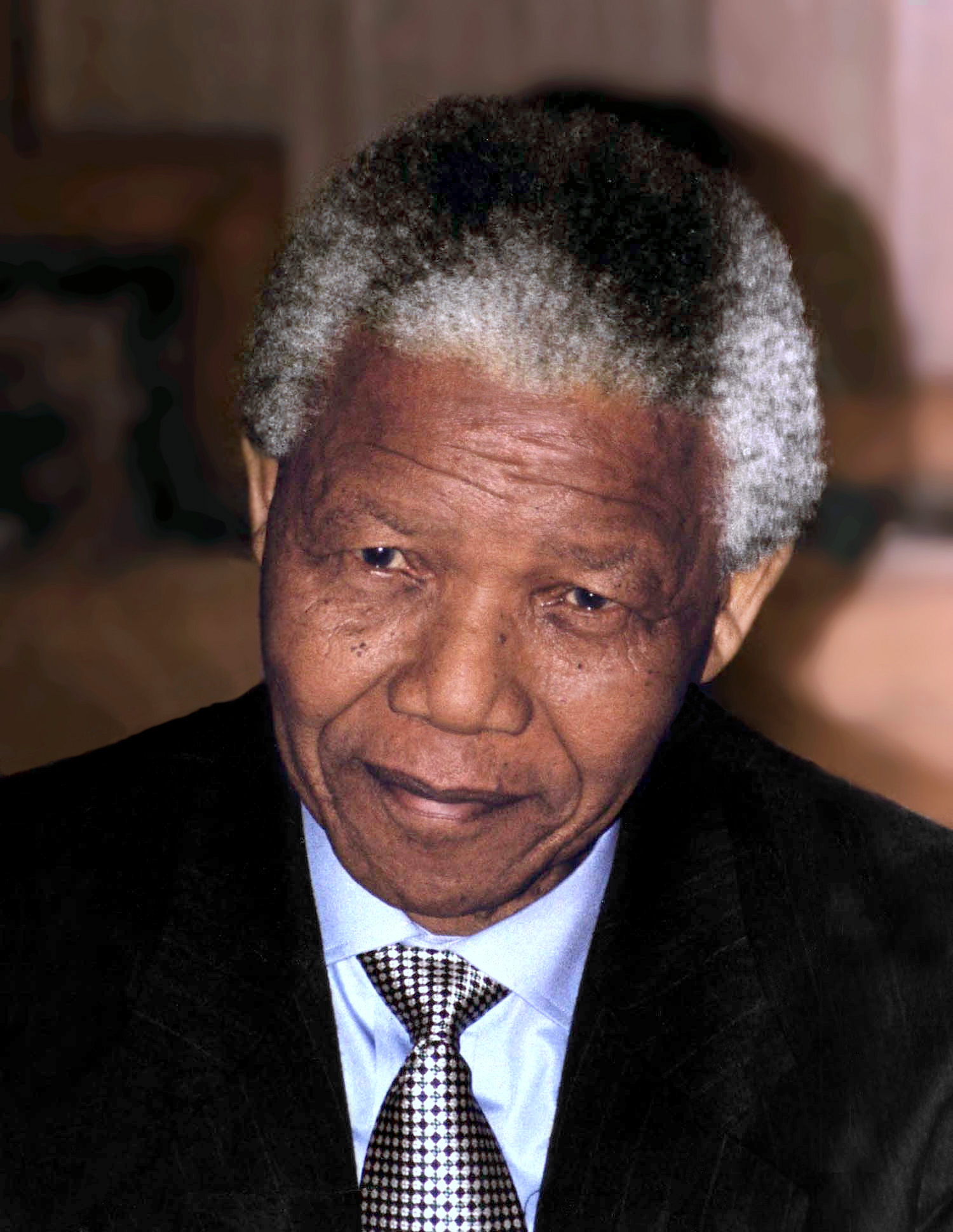
Nelson Mandela (1998).
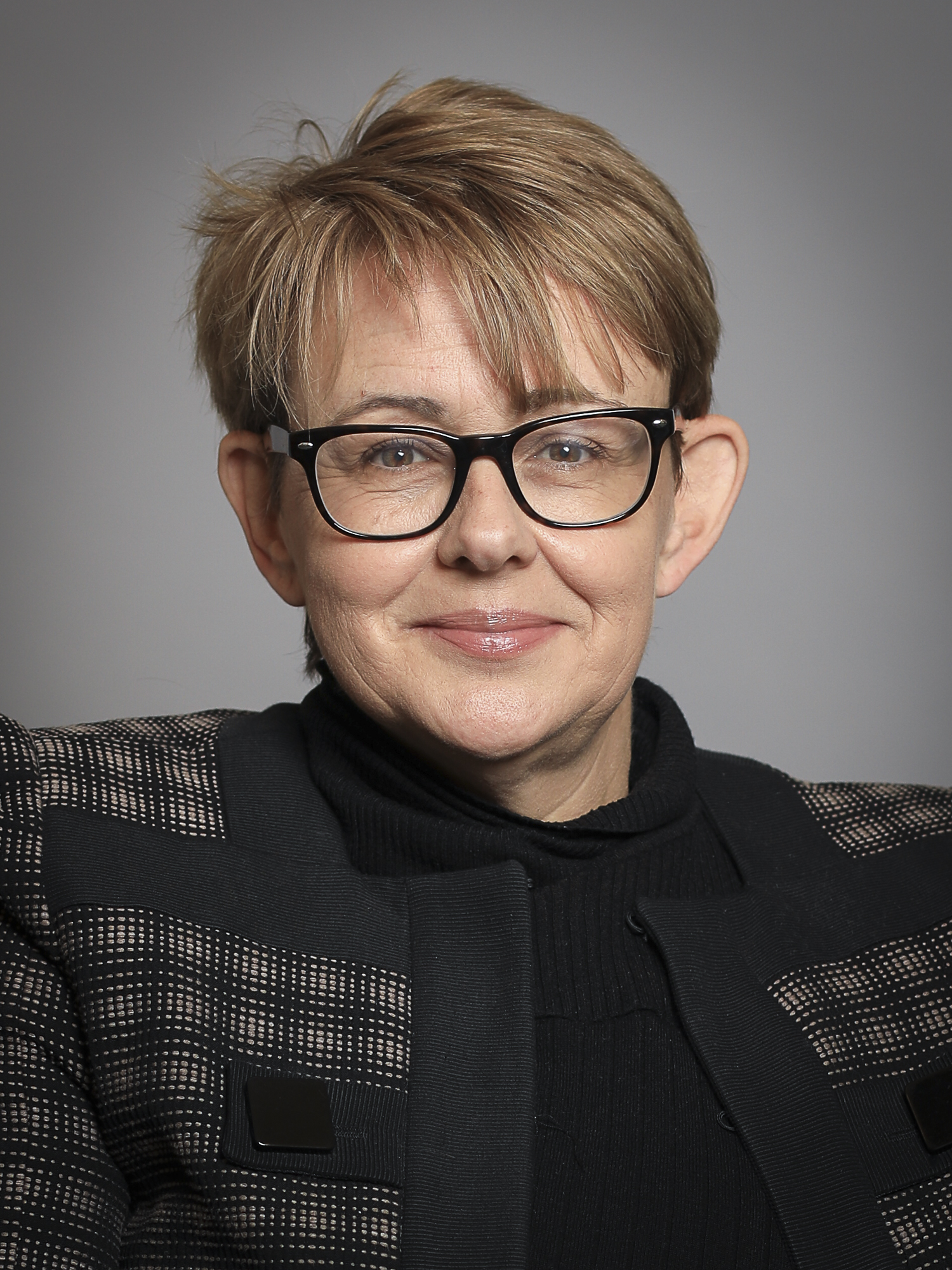
Baronne Grey-Thompson (2003).
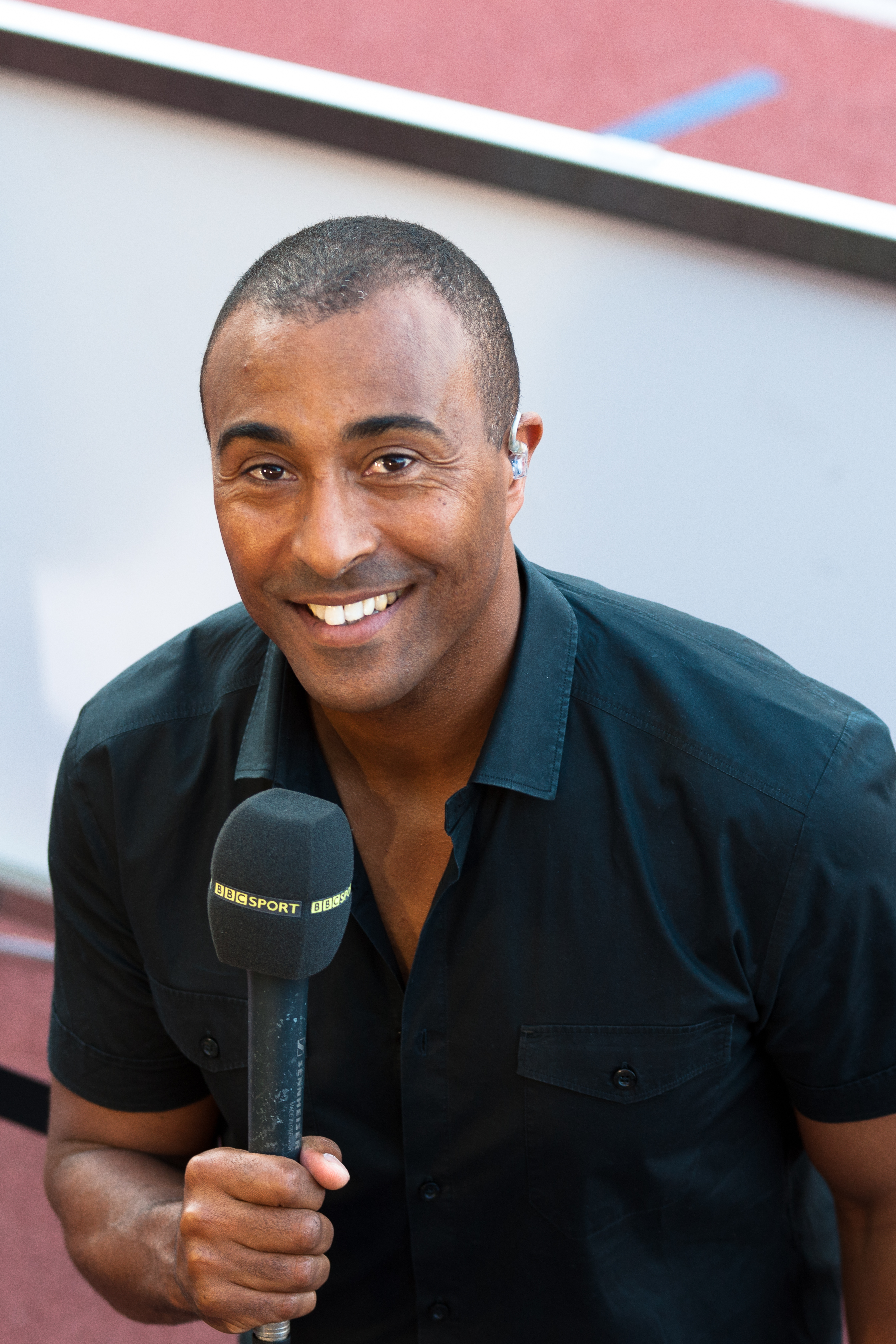
Colin Jackson (2003).
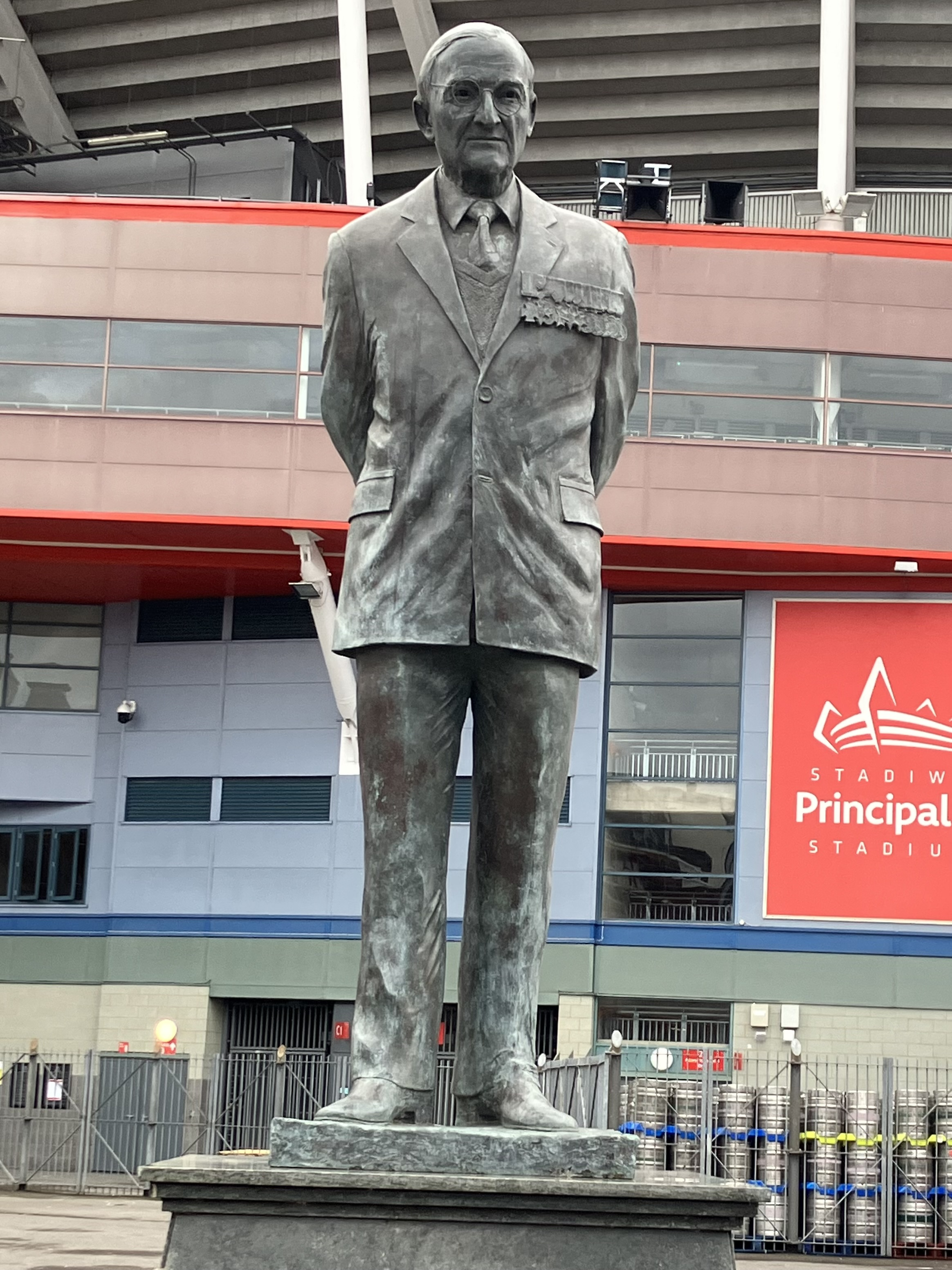
Tasker Watkins (en) (2006).
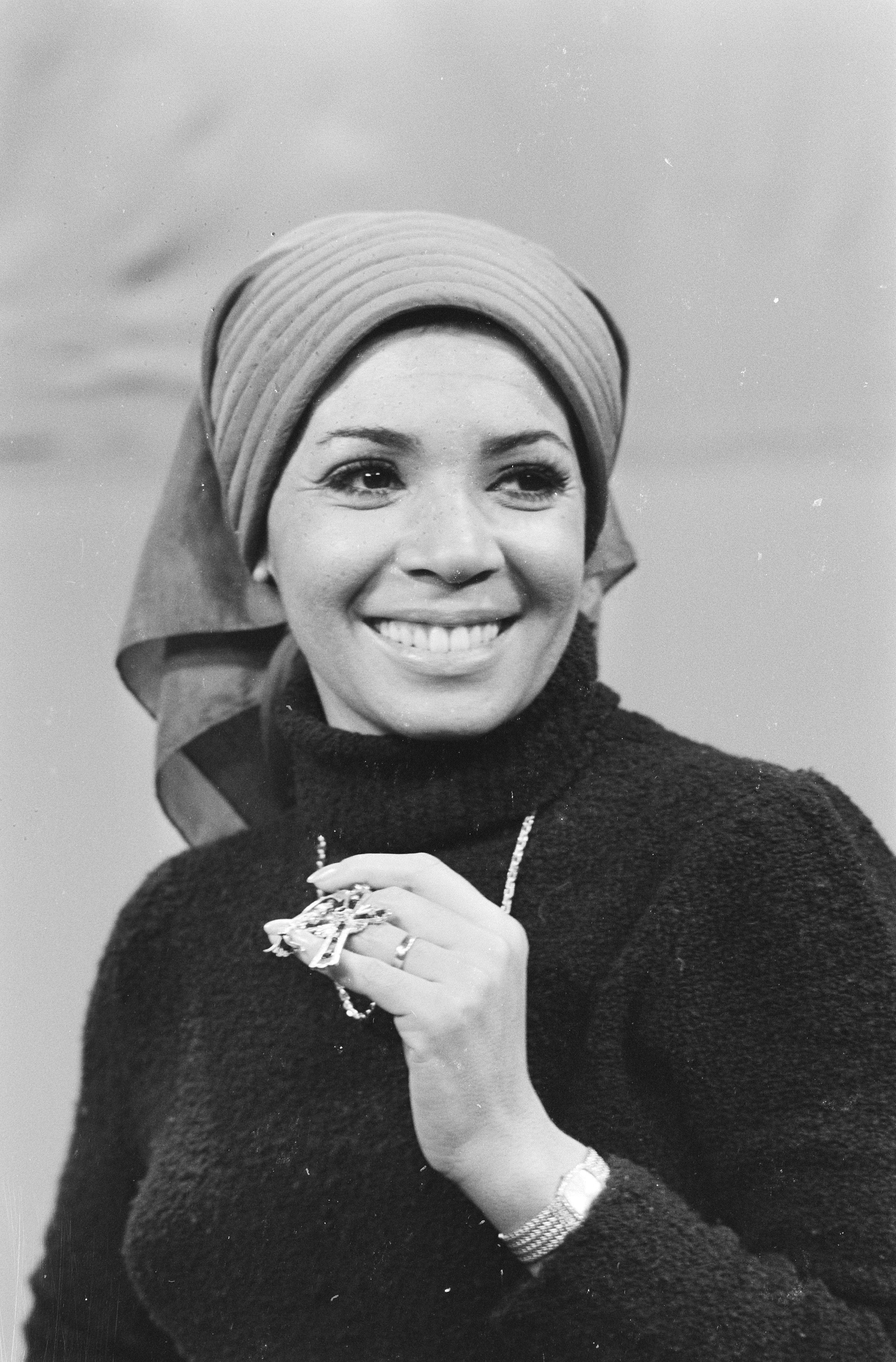
Shirley Bassey (2012).

### Échevinat honoraire
L’échevinat honoraire est défini originellement dans le Local Government Act 1972. Cette loi précise que le titre d’« échevins honoraires » (honorary aldermen en version originale) peut être conféré à des personnes qui, selon l’opinion du conseil, lui ont rendu d’éminents services en tant qu’ancien membres de celui-ci. Pour ce faire, une résolution spéciale à majorité des deux tiers des votants doit être prise à l’occasion d’une réunion du conseil spécialement convoquée pour l’attribution de l’échevinat honoraire. Cependant, une telle distinction ne permet pas à son récipiendaire d’être qualifié et de se faire traiter d’échevin (alderman en version originale) ni de participer à aucune cérémonie civique du conseil comme un échevin.
Le Local Government (Wales) Act 1994 amende partiellement la loi de 1972 en conservant ce type de distinction honorifique pour les conseils principaux du pays de Galles. Il figure ainsi dans les constitutions du conseil de Cardiff sous les noms d’honorary alderman en anglais et d’henadur anrhydeddus en gallois,,.

## Identité visuelle

### Logotype
Le conseil de Cardiff se dote d’un logotype dans les années 1990.

Logotype.

### Autres représentations
Le conseil de Cardiff utilise également les armoiries qui lui ont été cédées, entourées de Caerdydd et de Cardiff, et sous-titrées de Dinas a Sir Caerdydd et de City and County of Cardiff.

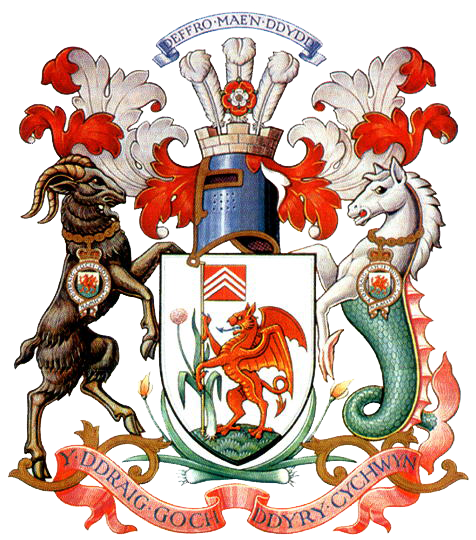
Armoiries.